# Нил (место)
Нил (њем. Niehl) општина је у њемачкој савезној држави Рајна-Палатинат. Једно је од 235 општинских средишта округа Ајфелкрајс Битбург-Прим. Према процјени из 2010. у општини је живјело 69 становника. Посједује регионалну шифру (AGS) 7232094.

## Географски и демографски подаци
Нил се налази у савезној држави Рајна-Палатинат у округу Ајфелкрајс Битбург-Прим. Општина се налази на надморској висини од 329 метара. Површина општине износи 2,0 km². У самом мјесту је, према процјени из 2010. године, живјело 69 становника. Просјечна густина становништва износи 35 становника/km².